# Parc national de Sultanpur
Le parc national de Sultanpur est une zone humide protégée situé dans l'État de l'Haryana en Inde, à une quarantaine de kilomètre de New Delhi. De nombreux oiseaux migrateurs y trouvent asile.
Ce parc national situé à 20 kilomètres de Gurgaon a été créé en 1991. 250 espèces d'oiseaux y ont été répertoriées dont une centaine d'espèces migratrices.

## Galerie

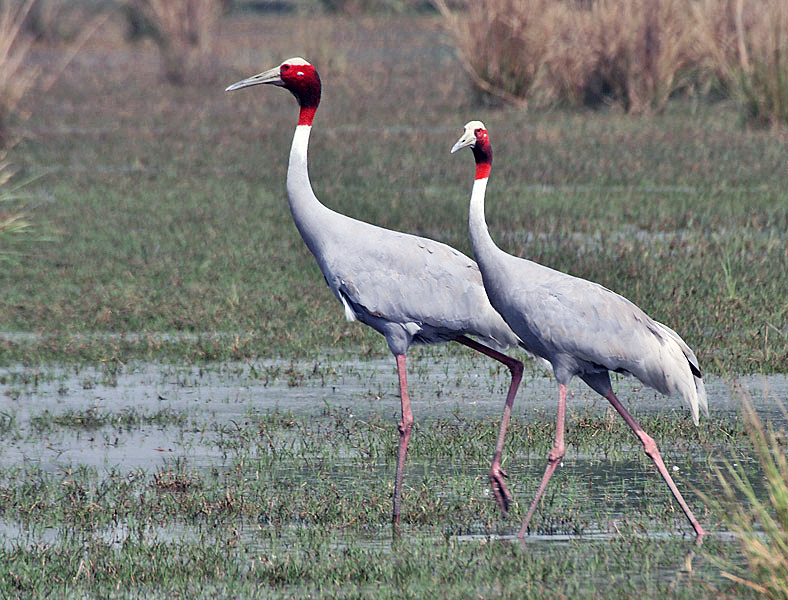
Grue antigone dans le Parc national de Sultanpur.
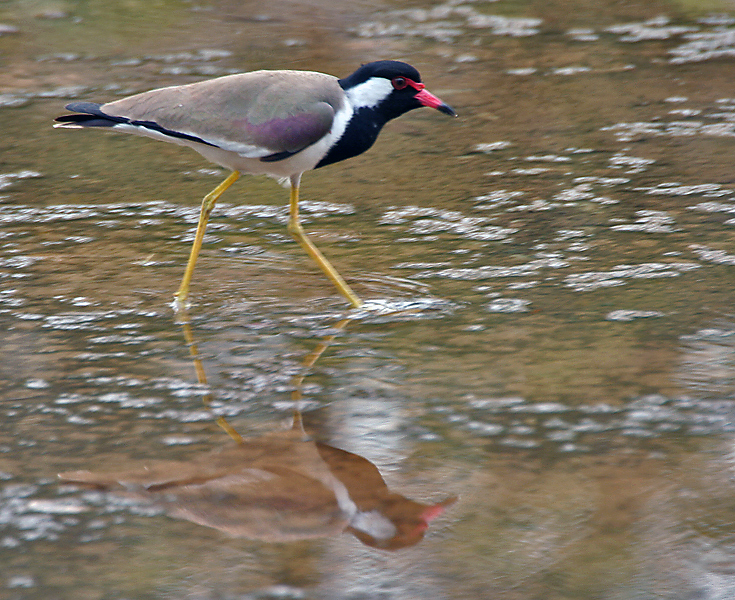
Vanneau indien Vanellus indicus